# Triệu Thị Chơi
Triệu Thị Chơi (9 tháng 3 năm 1946 – 25 tháng 8 năm 2021) là một nhà giáo ưu tú, nghệ nhân người Việt Nam. Bà nổi tiếng với các giáo trình dạy nữ công gia chánh.

## Tiểu sử
Triệu Thị Chơi sinh năm 1946 tại Tây Ninh. Bà tốt nghiệp khoá 1 Trung tâm kỹ thuật Phú Thọ ngành nữ công – gia chánh (sau này là ngành kinh tế gia đình của Đại học Sư phạm kỹ thuật).
Bà đã nhiều năm công tác tại Sở Giáo dục Thành phố Hồ Chí Minh, vừa là nhà giáo đồng thời sự nghiệp của Bà gắn liền với công việc viết sách về nữ công gia chánh. Bà là người đã gắn bó với ngành ẩm thực hàng chục năm, với nhiều thế hệ học trò đang là bếp trưởng nổi tiếng cả ở trong và ngoài nước.
Từ năm 1981, bà Triệu Thị Chơi là một trong những người đầu tiên góp công xây dựng nên CLB Phụ nữ, tiền thân của Nhà văn hoá Phụ nữ sau này.
Bà đã dạy nữ công - gia chánh từ năm 1967 cho đến tháng 9/2004 nghỉ hưu, nhưng vẫn tham gia biên soạn sách nữ công và làm giám khảo nhiều chương trình, cuộc thi lớn về ẩm thực và các hoạt động xã hội khác.
Năm 2000, bà Triệu Thị Chơi vinh dự đón nhận danh hiệu Nhà giáo Ưu tú.
Bà qua đời ngày 25 tháng 8 năm 2021 tại TP.HCM sau 3 ngày điều trị COVID-19.

## Công việc
Công tác tại Sở Giáo dục và Đào tạo TP. Hồ Chí Minh, ngoài giảng dạy về chuyên môn, nhà giáo Triệu Thị Chơi còn tham gia các lớp đào tạo, dạy nghề cho các trường, hàng năm tham gia Hội đồng biên soạn các loại sách giáo khoa của Bộ Giáo dục và Đào tạo. 
Tham gia làm cố vấn chương trình hay làm giám khảo trong các cuộc thi nấu ăn, kết trái cây Nam bộ, thi cắm hoa và các chương trình xã hội khác.

## Tác phẩm
Bà đã xuất bản trên 100 đầu sách, bao gồm sách: Dạy nghề, dạy nấu ăn, làm bánh mứt, cắm hoa, tỉa củ quả, kết hoa theo chủ đề, thẩm mỹ, làm đẹp trong quan hệ giao tiếp, may mặc thời trang, nguyệt san "Sổ tay nội trợ"... của bà được xuất bản đã thu hút hàng triệu người đọc trong và ngoài nước.
Một số tên sách:
- Kỹ thuật Massage - Nhà xuất bản Phụ Nữ,
- Kỹ thuật nấu ăn toàn tập - Nhà xuất bản tổng Hợp Thành phố Hồ Chí Minh,
- Cắt may cơ bản - Nhà xuất bản Phụ Nữ,
- Các món dưa chua đồ nguội - trộn cuốn hỗn hợp - Nhà xuất bản Phụ Nữ,
- Bộ Sách Thực Đơn Món Ăn Hàng Ngày - Bộ 3 Cuốn - Nhà xuất bản Văn hóa Thông tin,
- Thời Trang Thực Hành - Nhà xuất bản Tổng hợp Thành phố Hồ Chí Minh,
- Ăn Uống Trong Gia đình - Chế Biến Món Ăn - Nhà xuất bản Phụ Nữ,
- Ăn Uống Trong Gia đình Cách Lựa Chọn - Bảo Quản - Bày Biện Món Ăn - Nhà xuất bản Phụ Nữ,
- May Mặc Gia đình - Hướng dẫn Cắt May Trang Phục Thông Dụng - Nhà xuất bản Phụ Nữ,
- Món Ăn Đặc Sản Việt Nam - Nhà xuất bản Phụ Nữ,
- Các Món Bánh dân dã chọn lọc - Nhà xuất bản Phụ Nữ,
- Món Ngon Cho Người Giảm Cân - Nhà xuất bản Phụ Nữ,
- Các Món Điểm Tâm - Nhà xuất bản Văn hóa Thông tin,
- Các Món Khai Vị Ăn Chơi - Nhà xuất bản Văn hóa Thông tin,
- Các Món Xúp, Lẩu - Nhà xuất bản Thời Đại,
- Các Món Gỏi - Nhà xuất bản Văn Hoá Sài Gòn,
- Các Món Heo, Bò, Gà, Vịt - Nhà xuất bản Văn hóa Thông tin,
- Thực Đơn Món Ăn Hàng Ngày -Tập 1 - Nhà xuất bản Văn Hoá Sài Gòn,
- Thực Đơn Món Ăn Hàng Ngày - Tập 2 - Nhà xuất bản Văn hóa Thông tin,
- Thực Đơn Món Ăn Hàng Ngày - Tập 3 - Nhà xuất bản Văn hóa Thông tin,
- Các Món Tôm, Cua, Cá, Mực - Nhà xuất bản Văn Hoá Sài Gòn,
- Các Món Kem Và Bánh Mứt Phương Tây - Nhà xuất bản Tổng hợp Thành phố Hồ Chí Minh,
- Công nghệ May Mặc Thời Trang - Nhà xuất bản Tổng hợp Thành phố Hồ Chí Minh,

Ngoài những tư liệu, sách vở trong nước, cuốn The food of Vietnam do Triệu Thị Chơi cộng tác cùng nhà xuất bản Periplus Editions, Singapore năm 1986 là một trong những cuốn sách đầu tiên viết về văn hoá ẩm thực và cách chế biến món ăn Việt Nam được quảng bá đến nhiều quốc gia trên thế giới cho đến hiện nay vẫn còn tái bản đều đặn hằng năm.

## Thành tích
- 20 năm tuổi Đảng
- Được phong danh hiệu Nhà giáo Ưu tú năm 2000
- Người phụ nữ tiêu biểu TP Hồ Chí Minh năm 2005

Ngoài ra bà còn được nhận rất nhiều Bằng khen của Bộ Giáo dục Đào tạo, các loại Huy chương, giấy khen của các ngành trong thành phố.